# 차나팁 손캄
차나팁 손캄(태국어: ชนาธิป ซ้อนขำ, 별명: 렉(เล็ก →작다), 1991년 3월 1일~)은 태국의 태권도 선수이다. 2012년 하계 올림픽 태권도 49kg급에서 동메달을 획득하였다.

## 상훈
- 디렉쿠나폰 훈장 4등급(2010년)

## 같이 보기
- 올림픽 태권도 메달리스트 목록